# Обинна, Виктор
Ви́ктор Нсофо́р Оби́нна (англ. Victor Nsofor Obinna; 25 марта 1987, Джос, Нигерия) — нигерийский футболист, полузащитник. Выступал в сборной Нигерии.

## Биография
Обинна в переводе с языка игбо означает «Сердце отца». Европейская карьера началась в «Кьево», в составе которого он играл в Серии A и Серии B до 2008 года. Дебютировал за сборную Нигерии на Африканском Кубке наций 2006 года, забив один гол в трёх сыгранных матчах.

## Клубная карьера

### Начало карьеры
Обинна выступал за нигерийские клубы «Плато Юнайтед» и «Квара Юнайтед», где на него обратил внимание европейский агент Марсело Хаусман. Обинна приезжал на просмотр в итальянские клубы «Интернационале», «Перуджа» и «Ювентус», но подписал контракт с бразильским «Интернасьоналом», однако из-за визовых проблем так и не смог уехать играть в Бразилию. Он вернулся в Нигерию, где играл за «Эньимбу» в чемпионате Нигерии и Лиге чемпионов КАФ.

### «Кьево»
Обинна подписал пятилетний контракт с итальянским «Кьево» в июле 2005 года. В своём первом сезоне за «Кьево» Обинна забил 6 голов в 26 матчах, в том числе в своем первом матче в Серии A против «Пармы» (1:0) 11 сентября 2005 года. В первые месяцы сезона 2006 года Обинна был дисквалифицирован за то, что имел контракт сразу с двумя клубами — «Кьево» и «Интернасьоналом». В конце сезона 2006/07 «Кьево» вылетел из Серии A, в связи с чем Обинна имел сомнения по поводу своего будущего. Клуб решил оставить Обинну у себя, планируя через год снова вернуться в Серию A.
4 октября 2007 года Обинна попал в серьёзную автомобильную аварию по пути домой с тренировки. Он пытался уйти от столкновения с другой машиной, которая пыталась обогнать его на повороте. По счастью, Обинна отделался только ссадинами и ушибами. Его машина несколько раз перевернулась и получила серьёзные повреждения. Он потерял сознание и был доставлен в больницу.

### «Интернационале»
Летом 2008 года перешёл в «Интер». Английский «Эвертон» тут же попытался взять Обинну в аренду, но не смог получить для него разрешение на работу. Первый гол Обинны за «Интер» состоялся 19 октября в матче против «Ромы» (4:0). Тренер «Интера» Жозе Моуринью назвал Обинну одним из самых талантливых игроков «Интера» с прицелом на будущее.

### «Малага»
26 августа 2009 года испанский клуб «Малага» взял Обинну в аренду у «Интера» на один сезон. Он забил свой первый гол за андалусийцев 4 октября в ворота «Хереса» (1:1). В этом матче он также был удалён.

### «Вест Хэм Юнайтед»
27 августа 2010 года Обинна отправился из «Интера» в аренду в «Вест Хэм» сроком на один год с возможностью выкупа в 2011 году. Он дебютировал за «Вест Хэм» 11 сентября в матче, проигранном дома лондонскому «Челси» (1:3). Первый гол за «Вест Хэм» Обинна забил «Сандерленду» (2:1) в третьем раунде Кубка Лиги на Стэдиум оф Лайт 21 сентября 2010 года. Первый гол в Премьер-лиге он забил в ворота «Уигана» (3:1) 27 ноября 2010 года. Уже в следующем же матче, 30 ноября против «Манчестер Юнайтед» (4:0), Обинна сделал четыре голевые передачи, принеся «Вест Хэму» первое попадание в полуфинал Кубка Лиги за последние 20 лет.
Обинна был удалён в первом полуфинальном матче против «Бирмингема» 11 января 2011 года за грубый подкат под Себастьяна Ларссона, после чего «Вест Хэм» вырвал победу (2:1). 30 января Обинна отметился хет-триком в ворота «Ноттингем Фореста» в четвёртом раунде Кубка Англии, обеспечив «Вест Хэму» победу (3:2). Тремя днями позже он забил на Блумфилд Роуд «Блэкпулу» дважды (3:1).

### «Локомотив» (Москва)
19 июня 2011 года Обинна подписал четырёхлетний контракт с «Локомотивом» как свободный агент. 25 августа 2011 года, в Плей-офф Лиги Европы открыл счёт своим голам за московский клуб, с пенальти поразив ворота «Спартака» из Трнавы. За «Локомотив» забил 5 мячей. После окончания аренды в «Кьево», при действующем контракте, не был заявлен клубом на сезон 2014/2015.

### «Кьево»
1 февраля 2014 года на правах аренды перешёл в итальянский «Кьево».

### «Дуйсбург»
9 сентября 2015 года перешёл в немецкий «Дуйсбург», подписав контракт до конца сезона с возможностью продления ещё на год.

## Карьера в сборной
Обинна был членом юношеской сборной Нигерии (до 20 лет), которая выиграла «золото» на юношеском чемпионате Африки в Бенине в 2005 году. Он был вызван в первую сборную на Кубок африканских наций 2006 года, где Нигерия дошла до полуфинала, а сам Обинна забил один гол.
В августе 2008 года он вместе с олимпийской сборной Нигерии отправился на Олимпийские игры в Пекин. Обинна открыл счёт в победном матче с Японией (2:1) и забил победный гол в ворота сборной США (2:1), выведя сборную Нигерии в четвертьфинал. Соперником стала сборная Кот-д’Ивуара, которую нигерийцы обыграли (2:0), а Обинна забил с пенальти и отдал голевую передачу Питеру Одемвингие. В полуфинальном матче Обинна вывел команду на поле с капитанской повязкой, а Нигерия победила сборную Бельгии (4:1). В финале Нигерия уступила Аргентине (0:1).